# Bombay Bicycle Club
Bombay Bicycle Club est un groupe britannique de rock indépendant, originaire de Crouch End, Londres, en Angleterre. Le groupe se compose de Jack Steadman (chant, guitare, xylophone), Jamie MacColl (guitare, chœurs), Ed Nash (basse, clavier, chœurs) et Suren de Saram (batterie, guitare, chœurs).
Les Bombay Bicycle Club sont invités à l'édition 2006 du V Festival grâce à leur victoire au concours Road to V de la chaîne anglaise Channel 4. Après deux EP et un premier single intitulé Evening/Morning, le groupe enregistre son premier album, I Had the Blues but I Shook them Loose. Il est sorti le 6 juillet 2009.
En janvier 2016, les membres du groupe annoncent vouloir poursuivre leur carrière en solo. Le 14 janvier 2019, le groupe annonce sur son site officiel et les réseaux sociaux son retour en studio, en vue d'un nouvel album.

## Historique

### Débuts (2005–2006)
Steadman, MacColl, et de Saram avaient 15 ans quand ils ont commencé à jouer sous le nom de The Canals. Ils sont ensuite passés par de nombreux alias avant de s'arrêter à Bombay Bicycle Club, qui est en fait le nom d'un restaurant indien sur King's Road à Londres. Les membres du groupe ont souvent changé jusqu'à ce que Nash rejoigne le groupe durant l'été 2006. Ils commencent par faire des concerts à l'école puis dans des petites salles londoniennes telles que The Old Blue Last, Lark in the Park, et le Jacksons Lane.
Le groupe participe au concours Road to V de Virgin Mobile sur Channel 4 en 2006. Ils sont déclarés vainqueurs du concours le 16 août 2006, en battant en finale un autre groupe londonien qui partait pourtant favori: The Holloways. L'année précédente, ce sont les Young Knives qui s'imposent lors de l'inauguration du concours. Bombay Bicycle Club ouvrent ainsi l'édition 2006 du V Festival sur la Channel 4 Stage à Chelmsford le 19 août, juste avant de se produire sur le site de Staffordshire le lendemain.

### Progression (2007–2008)
Le 16 mai 2007, le magazine NME publie un article qualifiant Bombay Bicycle Club du « ... meilleur groupe du Nord de Londres depuis un bon bout de temps. » Bombay Bicycle Club sort son premier EP, The Boy I Used to Be, le 12 février 2007 sur leur propre label indépendant, Mmm... Records,. Jim Abbiss demandera lui-même de produire l'EP, et c'est Ewan Davies qui l'a enregistré et mixé aux Chapel Studios de Lincolnshire. Pour promouvoir la sortie de l'EP, les BBC se produisent aux Dingwalls à Camden, et assurent aussi la première partie des Young Knives lors de certaines dates de leur tournée britannique. Le groupe était aussi à l'affiche de la Carling Stage aux Reading and Leeds Festivals en 2007.
Leur deuxième EP, How We Are, sorti le 22 octobre 2007, à nouveau sous leur label Mmm... Records,. Le producteur était encore une fois Jim Abbiss et c'est cette fois Richard Wilkinson qui s'est occupé de l'enregistrement et du mixage aux Konk Studios. Le groupe a ensuite réalisé sa première tournée pour la promotion du EP, qui entré en deuxième position à l'UK Indie Singles Chart le 5 novembre 2007.
Début 2008, Bombay Bicycle Club joue au Artrocker Festival, au Camden Crawl, et au Great Escape Festival de Brighton. Le groupe a aussi participé au show des NME Awards du Shockwave dans la salle KOKO de Londres, où ils assuraient la première partie de The Hold Steady.

### I Had the Blues but I Shook them Loose(2008–2009)
En juin 2008, les membres du groupe sortent enfin de la University College School, ce qui signifie qu'ils peuvent se consacrer complètement à la musique, sans avoir à jongler sans cesse entre les concerts et les études. Le groupe était à l'affiche du premier Club NME à Paris, dans la salle de La Flèche d'or. Leur premier single, Evening/Morning, est sorti le 4 août 2008 sur Young and Lost Club. Jim Abbiss participe à la production et Richard Wilkinson au mixage et à l'enregistrement, au Garden de Londres cette fois. Le groupe s'est alors embarqué dans une tournée longue de 23 dates durant les mois de juillet et d'août au Royaume-Uni. Parmi ces dates on peut relever les Reading and Leeds Festivals, T in the Park, The Edge Festival d'Édimbourg en Écosse et l'Underage Festival.
Le premier album des Bombay Bicycle Club est enregistré entre fin octobre et fin novembre 2008 aux Konk Studios de Londres, avec encore une fois Jim Abbiss à la production. Le groupe prend aussi part à la tournée Levi's Ones to Watch à la fin octobre, dans des villes telles que Brighton, Londres, Birmingham, Liverpool et Glasgow. À la fin 2008, Bombay Bicycle Club signe un contrat sur Island Records. Toutes les sorties seront publiées sur Mmm... Records/Island Records. La première sortie sur ce label était le single Always Like this. Le single, sorti en avril 2009, atteint la 97e place du UK Singles Chart. À la suite de cette sortie, le groupe s'est produit pendant tout le mois d'avril.
Bombay Bicycle Club remporte le Best New Band Award lors de la cérémonie des NME Awards le 24 février 2010. Les autres nominés étaient: The XX, The Big Pink, La Roux, The Olivers et Mumford and Sons. Pour situer, les vainqueurs de cette récompense des années précédentes n'étaient autres que les MGMT, les Arctic Monkeys, les Kings of Leon, The Libertines et The Strokes.

### A Different Kind of Fix(2010-2012)
En 2010, le groupe joue en première partie des Pixies à Nantes, Londres et Anvers. La même année, ils sortent également leur album Flaws.  Le 19 avril 2011 Flaws est nommé pour un Ivor Novello Award dans la catégorie de meilleur album.
En septembre 2010, le groupe commence l'enregistrement d'un troisième album, retournant à la guitare électrique après Flaws. Le 7 juin 2011, Zane Lowe révèle sur la BBC Radio 1 le titre de leur nouvel album : A Different Kind of Fix. Il jouera aussi l'un des extraits de l'album, intitulé Shuffle, le 22 juin avant sa sortie en single le lendemain. Le single atteint la 69e des classements. L'album est publié le 29 août 2011 et comprend 12 morceaux. Beg est le dernier extrait de l'album, publié le 9 juillet 2012. Il ne parvient pas à sortir en version physique, mais reste disponible en chanson bonus digitale. Lucy Rose chante sur A Different Kind of Fix, mais le groupe recrute finalement Amber Wilson pour leur tournée 2012 en dépit du projet solo de Lucy. Louis Bhose rejoint le groupe aux claviers.
Bombay Bicycle Club remporte le prix du meilleur groupe aux NME Awards le 24 février. En juin 2010, leur morceau How Can You Swallow So Much Sleep est inclus en bonus de la bande son de The Twilight Saga: Eclipse.

### So Long, See You Tomorrow(2013–2016)
Le 4 novembre 2013, le groupe diffuse Carry Me, premier single de leur album à venir, sur BBC Radio 1. L'album est publié le 3 février 2014, et est suivi par une tournée. Les nouveaux sons de l'album sont influencés par les voyages de Steadman aux Pays-Bas, en Turquie, et en Inde. Le 4 décembre 2013, le groupe annonce le titre de leur nouvel album, So Long, See You Tomorrow, dont la couverture est réalisée par La Boca. Le 6 janvier 2014, le groupe diffuse le troisième single, Luna, sur la BBC Radio 1. Il est inclus dans le jeu vidéo Pro Evolution Soccer 2015, édité par Konami.
Le 29 janvier 2016, le groupe annonce une pause à durée indéterminée, expliquant qu'« après dix ans, il est temps pour nous d'essayer autre chose,. » Le 27 janvier 2017, Nash publie son premier album solo, The Pace of the Passing sous le nom de Toothless, avec Suren de Saram à la batterie,. Le 18 mars 2017, Steadman annonce son premier single sous le nom Mr Jukes, avec un album annoncé en juin 2017.

## Discographie

### Albums studio
| Date de sortie  | Nom                                    | Label                        | Meilleure position |
| --------------- | -------------------------------------- | ---------------------------- | ------------------ |
| 6 juillet 2009  | I Had the Blues but I Shook them Loose | Island Records               | 46                 |
| 12 juillet 2010 | Flaws                                  | Island Records               | N/A                |
| 29 août 2011    | A Different Kind of Fix                | Island Records               | N/A                |
| 3 février 2014  | So Long, See You Tomorrow              | Island Records               | #1 UK              |
| 17 janvier 2020 | Everything Else Has Gone Wrong         | Island Records               |                    |
| 20 octobre 2023 | My Big Day                             | Mmm...Records / AWAL Records |                    |

### Compilations & Live
| Date de sortie   | Nom                                                      | Label          | Meilleure position |
| ---------------- | -------------------------------------------------------- | -------------- | ------------------ |
| 11 décembre 2020 | I Had the Blues but I Shook them Loose - Live at Brixton | Island Records |                    |

### Singles
| Date de sortie    | Nom                | Album                                  | Format                      | Label              | Meilleure position |
| ----------------- | ------------------ | -------------------------------------- | --------------------------- | ------------------ | ------------------ |
| 4 août 2008       | Evening/Morning    | I Had the Blues but I Shook them Loose | - 7" - Téléchargement       | Young and Lost Pub | N/A                |
| 13 avril 2009     | Always Like this   | I Had the Blues but I Shook them Loose | - 7" - 12" - Téléchargement | SNEAKS Records     | 97                 |
| 29 juin 2009      | Dust on the Ground | I Had the Blues but I Shook them Loose | - 7" - Téléchargement - CD  | Island Records     | N/A                |
| 28 septembre 2009 | Magnet             | I Had the Blues but I Shook them Loose | - 7" - Téléchargement - CD  | Island Records     | N/A                |
| 22 novembre 2009  | Always Like this   | I Had the Blues but I Shook them Loose | - Téléchargement            | Island Records     | N/A                |
| 23 juin 2011      | Shuffle            | A Different Kind of Fix                | - Téléchargement            | Island Records     | N/A                |